# Kecamatan Bojong (distrikt i Indonesien, Jawa Tengah, lat -7,15, long 109,16)
Kecamatan Bojong är ett distrikt i Indonesien.   Det ligger i provinsen Jawa Tengah, i den västra delen av landet, 270 km öster om huvudstaden Jakarta.